# Punkva
Punkva je ponorná řeka v okrese Blansko v Česku. Je dlouhá 29 km a je nejdelším podzemním vodním tokem v České republice. Povodí má rozlohu 170 km². Název Punkva pochází ze staršího Ponikev, které je odvozeno od slovesa „poniknúti“, což byl výraz pro „klesnouti“.

## Průběh toku
Punkva vzniká v podzemí Moravského krasu v nadmořské výšce 350 m n. m. soutokem Sloupského potoka a Bílé vody. Delší ze zdrojnic je Sloupský potok, jehož hlavní zdrojnice Luha pramení pod nejvyšším vrcholem Drahanské vrchoviny – Skalky, stejně jako její nejvýznamnější přítoky na horním toku – Huťský potok a Žďárná. Nad obcí Sloup se do ní vlévá Němčický potok a dále se vodní tok nazývá Sloupský potok. Pod obcí Sloup se Sloupský potok propadá do podzemí, protéká spodními patry Sloupsko-Šošůvských jeskyní a Sloupským koridorem Amatérské jeskyně do propasti Macocha. Po jeho soutoku s potokem Bílá voda, který pramení u Protivanova, se řeka nazývá Punkva. Bílá voda se u Holštejna propadá v Nové Rasovně do podzemí a jím pokračuje její tok do Amatérské jeskyně. Průběh toku v oblasti Amatérské jeskyně je znám pouze z části, nicméně v části jeskyně zvané Bludiště Milana Šlechty se Sloupský potok spojuje s Bílou vodou. Na dně Macochy se Punkva na chvíli objevuje na denním světle a tvoří zde dvě jezírka, hned ale zase mizí zpátky v podzemí. Horní jezírko je hluboké přibližně 13 metrů a je vidět seshora z vyhlídkové terasy. Dolní jezírko je ukryto mezi skalami a není tudíž shora vidět a jeho hloubka dosahuje 49 metrů (doposud nebylo dosaženo dna). Z Macochy říčka protéká vodními dómy Punkevních jeskyní, kde v rámci prohlídky probíhá plavba podzemím na člunech. Poté, co říčka opustí jeskynní podzemí, do kterého se ještě jednou na několik desítek metrů vrátí, spojuje se s podzemními vodami potoka Lopače a Krasovského potoka a vyvěrá v tzv. Malém výtoku Punkvy. Poté protéká říčka hlubokým Punkevním údolím s několika rybníčky a následně Arnoštovým údolím zastavěným halami strojírny ČKD Blansko. Na okraji Blanska se pak Punkva vlévá v nadmořské výšce 267 m n. m. do řeky Svitavy.

## Využití
Přes svoji nevelkou délku je jedním z nejzajímavějších a nejnavštěvovanějších vodních toků v Česku a to díky tomu, že část toku protéká podzemím Moravského krasu. Podzemní Punkva byla v roce 2004 zapsána do seznamu mokřadů mezinárodního významu v rámci Ramsarské úmluvy.